# Kråkfolk

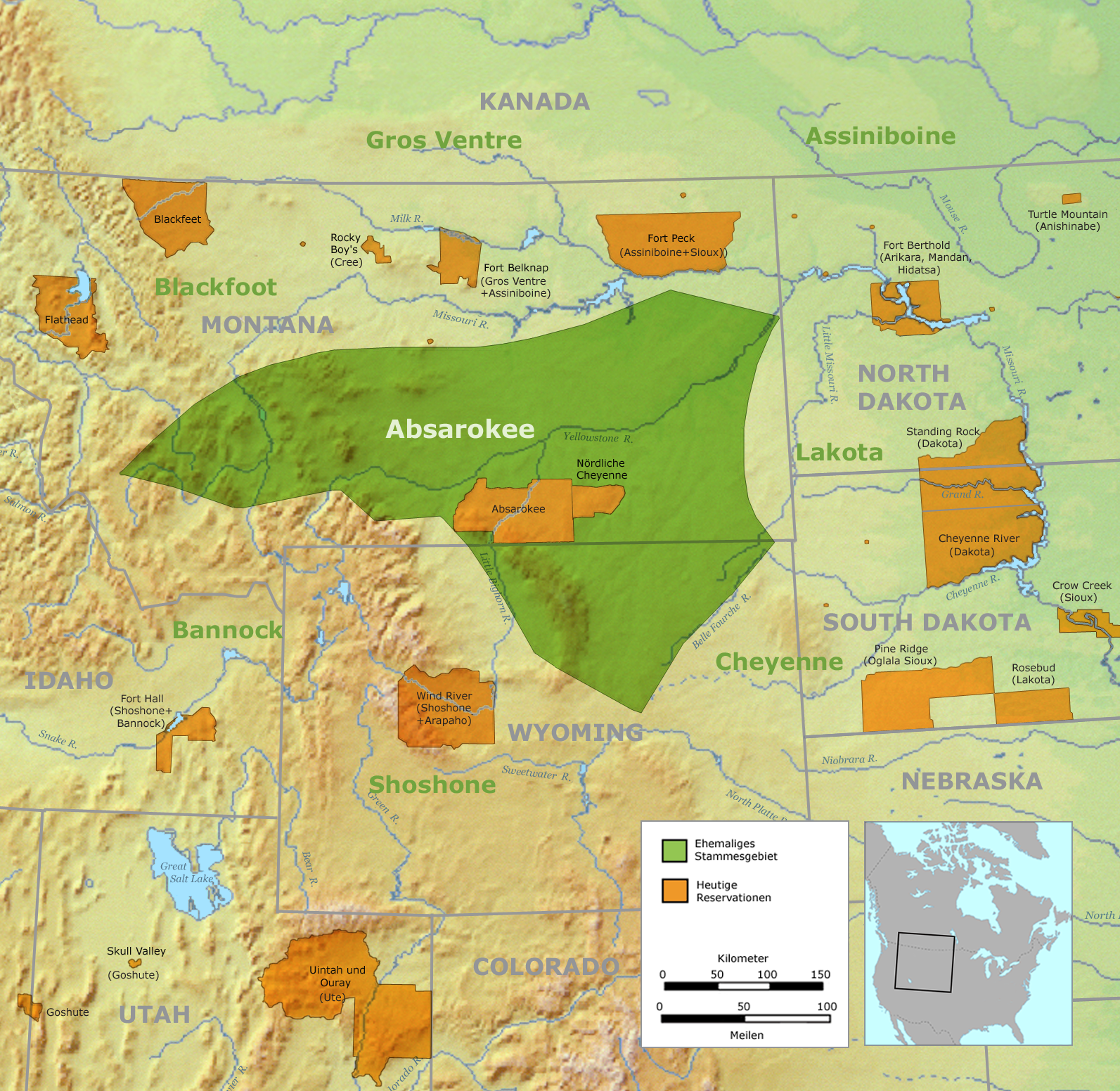
Karta över kråkfolkets traditionella bosättningsområde (grönt). Moderna reservat för kråkfolk och andra i orange.

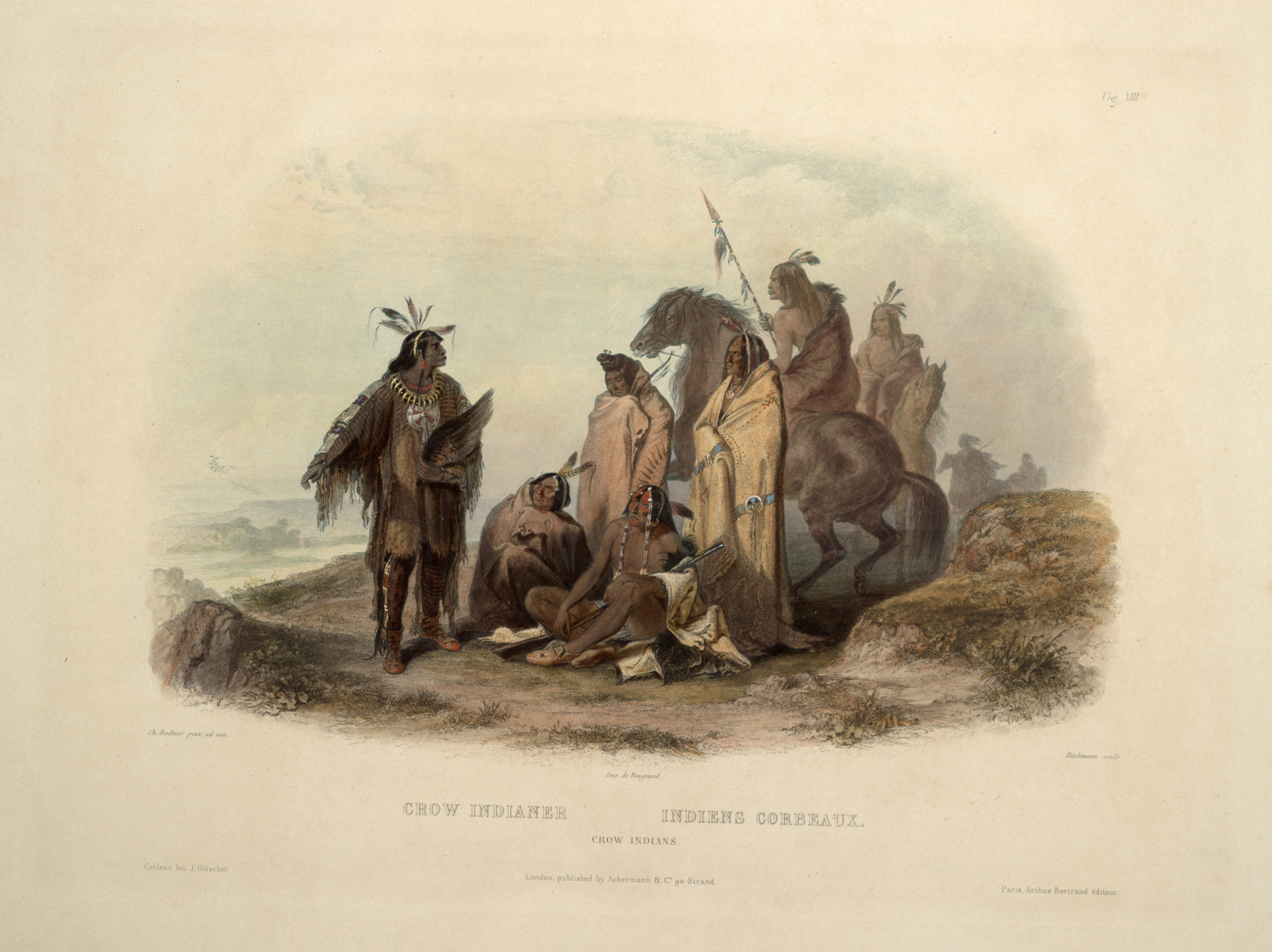
Kråkfolk på en teckning av Karl Bodmer

Kråkfolk, på engelska crow, på sitt eget språk Apsáalooke vilket ungefär betyder den stornäbbade fågelns folk är en siouxtalande nordamerikansk ursprungsbefolkning.

## Ursprung
Kråkfolket uppstod genom en utbrytning från hidatsastammen på 1500-talet eller tidigare. Kråkfolkets äldsta kända bosättningsområden låg i Minnesota och Wisconsin i USA och i Manitobaregionen i Kanada. När de första vita träffade på stammen omkring 1740 hade den, efter att ha förvärvat hästen, förflyttat sig västerut till södra Montana och norra Wyoming.

## Resursutnyttjande
Kråkfolket räknas vanligen i litteraturen till kategorin präriefolk, främst på grund av att hästen intar en dominerande roll i deras kultur, medan buffelns betydelse är mindre än för övriga stammar som räknas till denna kategori. En stor del av kråkfolket levde i bergstrakter och ägnade sig bland annat åt kommersiell jakt på pälsdjur för att kunna byta till sig de matvaror de behövde av sina låglandsstamfränder vid Yellowstonefloden och senare även av de vita, som de kallade gulögon.

## Matriarkala strukturer
Kråkfolkets samhälle hade vissa drag av matriarkat, till exempel flyttade mannen in hos hustruns familj när äktenskap ingicks. Kråkfolkets släktskapssystem är säreget på många sätt och har därför ådragit sig stort intresse från forskningen. En av kråkfolkets sentida hövdingar som ägnat sig åt akademisk forskning i socialantropologi lär skämtsamt ha sagt att "de vita studenterna på min kurs vet mer om min släkt än jag själv".

## Vänskap med USA
Kråkfolket lyckades i stort sett upprätthålla vänskapliga förbindelser med USA:s regering under de stora indiankrigen och följaktligen blev de den stam som försåg USA:s armé med flest indianspejare. Efter 1876 började stammen successivt övergå till att bli jordbrukare.

## Demografi
Idag finns det ungefär 12 000 människor som räknar sig själva som kråkfolk. Kråknationens säte återfinns i Crow Agency.

## Barack Obama
Barack Obama har blivit hedersmedlem av kråkfolkets stam. Obama var den första presidentkandidaten någonsin som besökte stammen.